# Lomanellidae
Famille
Les Lomanellidae sont une famille d'opilions laniatores. On connaît vingt espèces dans deux genres.

## Distribution
Les espèces de cette famille sont endémiques d'Australie.

## Liste des genres
Selon World Catalogue of Opiliones (20/05/2021) :
- Lomanella Pocock, 1903
- Abaddon Derkarabetian & Baker, 2021

## Publication originale
- Derkarabetian, Baker, Hedin, Prieto & Giribet, 2021 : « Phylogenomic re-evaluation of Triaenonychoidea (Opiliones : Laniatores), and systematics of Triaenonychidae, including new families, genera and species. » Invertebrate Systematics, vol. 35, no 2, p. 133–157.